# Gino Bottiglioni
Gino Bottiglioni (né à Carrare le 15 septembre 1887 et mort à Bologne le 17 mai 1963) est un linguiste et un professeur italien.

## Biographie
Gino Bottiglioni, diplômé en linguistique en 1910 à l'École normale supérieure de Pise avec Clemente Merlo (it), a soutenu la thèse Le propaggini del circolo letterario mediceo fuori di Firenze (publiée en 1911). Grâce à une bourse d'études, à l'Université de Florence il suit les cours de Pio Rajna et de Ernesto Giacomo Parodi (it). Il enseigne au collège et de 1923 à 1926, il devient directeur du lycée Daniele Manin de Crémone. En 1911-1912 il publie Sulle Selve del Magnifico Lorenzo dei Medici, en 1913 La lirica latina in Firenze nella seconda metà del secolo XV, en 1914  Dalla Magra al Frigido. Saggio genetico Son essai  Die Terminologie der Marmorindustrie in Carrara, grâce à Wilhelm Meyer-Lübke est publié dans la revue « Wus ».
Gino Bottiglioni est un représentant de la tradition néogrammairienne, fondée sur la rigueur méthodologique de la loi phonétique. Il suit les orientations théoriques de Hugo Schuchardt et de Benedetto Croce et la nouvelle méthodologie proposée par le linguiste suisse Jules Gilliéron. En 1919 sort à Pise son essai intitulé  L'ape e l'alveare nelle lingue romanze: un travail qui suit un modèle illustré par Clemente Merlo. En 1918, à Paris, Jules Gilliéron publie Les mots qui désignent l'abeille d'apres l'Atlas linguistique de la France, destiné à devenir un classique dans l'histoire des études linguistiques.

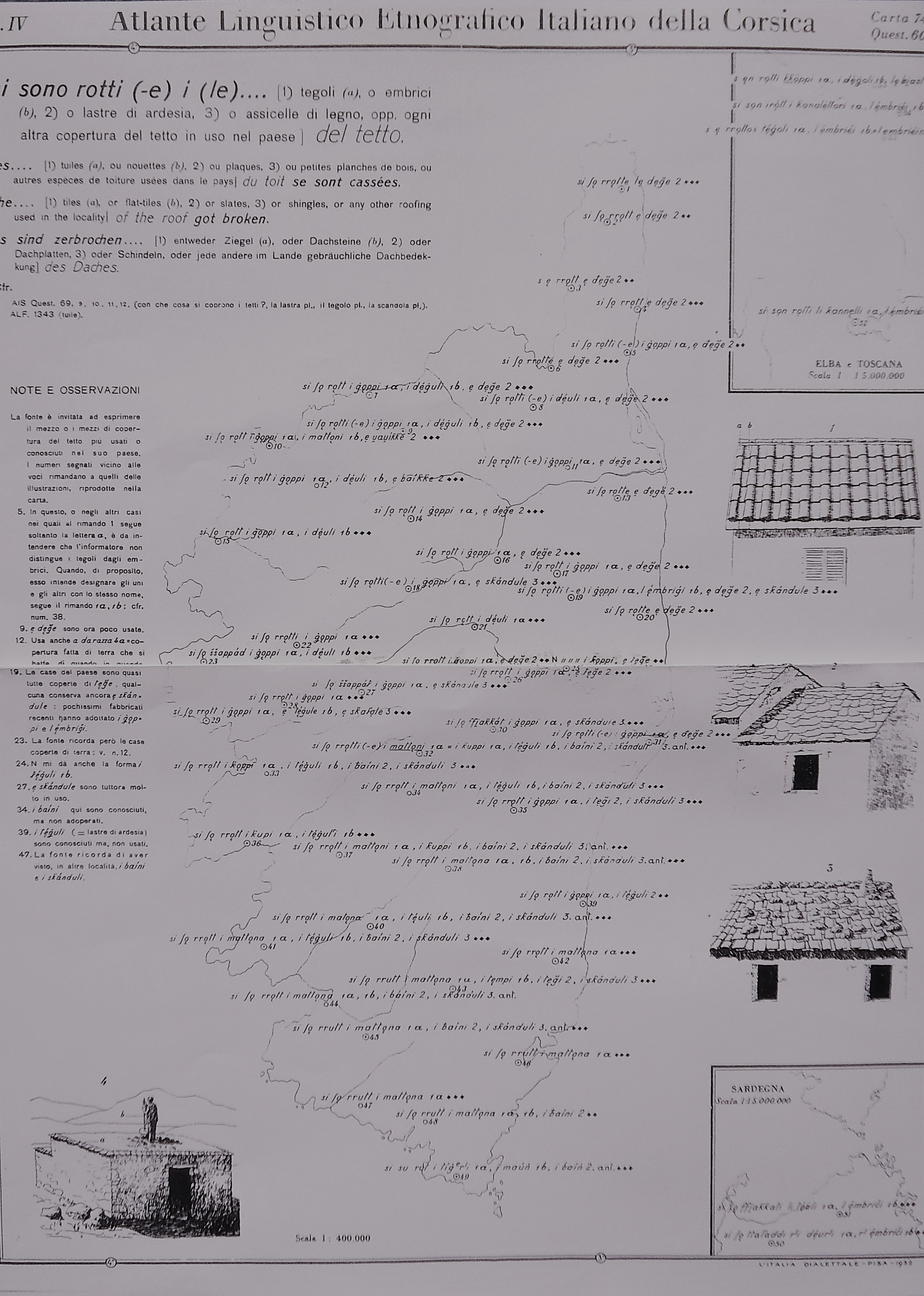
Gino Bottiglioni, Atlante Linguistico Etnografico Italiano della Corsica, vol. IV, carte 740

Le  Saggio di fonetica sarda de Bottigolioni est récompensé par l'Académie des Lyncées. En 1927 il remporte le concours pour la chaire de grammaire comparée des langues classiques et néolatines. Promu par l'Université de Cagliari, il passe à l'Université de Pavie en 1928, puis à Bologne en 1938, où il obtient la chaire de glottologie jusqu'à sa retraite, en 1958.

### Atlas linguistique de la Corse
Une de ses études, en deux parties, est publiée dans les années 1926-1927 :  La penetrazione toscana e le regioni di Ponente nei parlari di Corsica. Après cette expérience  Gino Bottiglioni se consacre à l' Atlante Linguistico Etnografico Italiano della Corsica (Atlas linguistique et ethnographique italien de la Corse), en 10 volumes en folio, avec dessins de Guido Colucci. Cette œuvre suivait l'Atlas français du Gilliéron (publié de 1902 à 1912) et le  Sprach-und Sachatlas Italiens und der Südschweiz di Jaberg e Jud (Atlas linguistique et ethnographique de l'Italie et de la Suisse méridionale), imprimé depuis 1928. Gino Bottiglioni, qui savait recueillir les réponses de la voix des répondants, possédait des talents naturels d'oreille, des capacités de transcripteur et aussi une connaissance large et profonde du territoire, où il faisait ses recherches glottoligiques.
Gino Bottiglioni  publie ensuite des études explicatives sur les méthodes de composition des atlas linguistiques : en 1931  Le inchieste dialettali e gli Atlanti linguistici, en 1932  Il valore unitario e quello obiettivo degli Atlanti linguistici; en 1933  Come si preparano e come si studiano gli Atlanti linguistici. Suivent d'autres écrits explicatifs :  Questioni di metodo nella preparazione degli Atlanti linguistici,  Linguistique Geography : achievements, methods and orientations et, en 1952, un Index en 280 pages, le  Dizionario delle parlate corse. Avec le  Manuale dei dialetti italici, il passe du domaine des dialectes modernes à celui des langues anciennes.
Gino Bottiglioni était membre de l'Académie des sciences de l'institut de Bologne.
Un prix « Gino Bottiglioni » a été établi à Carrare, après sa mort.

## Décorations
- Commendatore dell'Ordine al Merito della Repubblica Italiana

## Œvres
- (it) La lirica latina in Firenze nella seconda meta del secolo XV, Pise, 1913[6]; Rome, 1978.
- (it) Nuova grammatica italiana per uso delle scuole ginnasiali, tecniche e complementari, Palerme, 1914.
- (it) Fonologia del dialetto imolese, Pise, 1919.
- (it) L'ape e l'alveare nelle lingue romanze, Pise, 1919.
- (it) Saggio di fonetica sarda.
- (it) Leggende e tradizioni di Sardegna. Testi dialettali in grafia fonetica[7], Genève, Leo Olschki, 1922[8]; Milan, 1997; Nuoro, 2003.
- Vita sarda : note di folklore, canti e leggende : per le scuole medie e le persone colte, con illustrazioni artistiche e pagine musicali, Milan, 1925 (avec la curatelle de Giulio Paulis et Mario Atzori, Sassari, 1978 et 2001).
- (it) La penetrazione toscana e le regioni di Pomonte nei parlari di Corsica. Saggio di ricostruzione storico-linguistica, Pise, 1926.
- (it) Elementi prelatini nella toponomastica corsa, Pise, 1929.
- (it) Atlante linguistico etnografico italiano della Corsica, promosso dalla R. Università di Cagliari, 10 vol., Pisa 1933 (ALEIC), Indice, 1942.
- (it) Di alcuni presunti sabinismi del lessico latino, 1942.
- (it) Dizionario delle parlate corse, Modène, 1952.
- (it) Manuale dei dialetti italici (Osco, Umbro e dialetti minori). Grammatica. Testi. Glossario con note etimologiche, Bologne, 1954[9].

## Documentation
- Rome, Archivio centrale dello Stato. Presidenza del Cosiglio dei Ministri, 1940-1943, fasc. 3/2-6, numéro 464. Gino Bottiglioni, Atlante Linguistico Etnologico della Corsica. 3ª  Relazione (s.d.)  et Relazione al Magnifico Rettore della R. Università di Cagliari (Pavia, 3 luglio 1930).